# أتحاجي
أتحاجي (بالعربية التحاجي أو سرد الأحجيات) هي عملية طرح لغز موزون باللهجة الحسانية فإذا أجاب اللاعب الآخر يطرح هو أحجية أخرى.
تبدأ كل أحجية بـعبارة حاجيتك ما جيتك أي جاجيتك بدون أجيئك أو شيء من هذا القبيل، ثم يسرد الأحجية بعدها وعادة ما تكون بيتا واحدا فقط.
التحاجي من الوسائل الترفيهة القديمة في موريتانيا وهناك الكثير من الأحجيات الموزونة وهذا بعضها :

## العين
نحنا على جالة وأنتم على جالة
نزارگو بأعظام الرجالة

## الإبرة
كمبا تصلي
سلاها مدلي
في هذه الأحجية كمبا هي بمثابة شيء ما يصلي وسلاه متدلى منه (السلا تعني المصارين) أي بعبارة أخرى الأحيجة تقول شيء يصلى ومصارينه تتدلى منه الجواب :الإبرة